# 卡尼号驱逐舰
卡尼号驱逐舰（USS Carney (DDG-64)）是美国海军阿利·伯克级驱逐舰的第十四艘，以海军上将羅伯特·卡尼命名。
卡尼号驱逐舰于1993年8月8日在缅因州巴斯的巴斯钢铁厂安放龙骨，1994年7月23日下水，1996年4月13日服役，母港为佛罗里达州梅波特海军基地。

## 戰績

### 以色列—哈馬斯戰爭
美國國防部表示，在红海北部執行任務的美軍驅逐艦卡尼號（USS Carney），2023年10月19日擊落由獲伊朗支持的胡塞运动所發射3枚巡航導彈及多架無人機。國防部表示，未能確定攻擊目標，但導彈和無人機來自也門，沿紅海向北飛行，有可能針對以色列，事件中並無美軍或平民受傷。